# Burjater
Burjater, eller burjäter, äldre bureter eller burieter, stundom burjatmongoler eller burjätmongoler, är ett östligt mongolfolk om cirka 436 000 individer bosatta huvudsakligen i södra Sibirien, främst i området kring Bajkalsjön i Burjatien vid gränsen mot Mongoliet samt längs floderna Jenisej, Lena och Angara. Burjaterna utgör det största minoritetsfolket i ryska Sibirien och talar traditionellt burjatiska, men ofta även ryska. Burjaterna är traditionellt nomader; liksom mongolerna följer de traditionellt sina hjorder och bor då i flyttbara jurtor. På landsbygden lever många ännu nomadliv, även om majoriteten av burjaterna i dag lever i huvudorten Ulan-Ude eller i andra större städer.
Namnet burjat omnämns första gången i ett mongoliskt verk av år 1240. Burjaterna lär ha invandrat till sitt nuvarande område före Djingis khans tid i början av 1200-talet. Det burjatiska folket och dess land erövrades och koloniserades av Tsarryssland mellan 1627 och 1648 efter starkt motstånd. Området annekterades genom två avtal år 1689 och 1728 (eller 1727), då territoriet på båda sidor Bajkalsjön skildes från Mongoliet. Under det ryska styret beblandades stammar och grupper sinsemellan, och de burjatmongoliska stammarna Bugalat, Khora, Ekhirit och Khongodor uppgick till ett burjatiskt folkslag, som även assimilerade grupper av oirater, khalkhamongoler, tunguser (evenker) och andra. Från mitten av 1600-talet till början av 1800-talet ökade den burjatiska befolkningen från 27 000 till 300 000.
Under det ryska styret delades burjaterna i en buddhistisk och en kristen kultursfär. De burjater som bodde väster om Bajkalsjön (irkutskburjater) blev russifierade och kristnade samt övergav snart nomadlivet för jordbruk. De burjater som bodde öster om Bajkal stod närmare mongolerna, förde ett traditionellt nomadliv och tillhörde den lamaistiska grenen av buddhismen. År 1741 erkändes lamaismen som en av de officiella religionerna i Ryssland och den första burjatiska datsan, kloster, byggdes. Under den senare delen av 1800-talets och början av 1900-talet växte burjaternas buddhistiska trossamfund, med 48 datsaner i Burjatien år 1914, och buddhismen blev en viktig faktor i den kulturella utvecklingen i området. 
Efter ryska revolutionen var de flesta lamor lojala mot Sovjetunionen. År 1925 inleddes emellertid en kamp mot religionen i Burjatien, och flera datsaner stängdes ner. I slutet av 1930-talet upphörde den buddhistiska kyrkan att existera och flera kulturskatter förstördes. Försök att återuppliva kyrkan inleddes under andra världskriget, och den återupprättades officiellt 1946. Från 1980-talet och framåt har buddhismen sett stark återhämtning.